# Balesht
Balesht (persiska: بلشت) är en ort i Iran.   Den ligger i provinsen Kermanshah, i den nordvästra delen av landet, 400 km väster om huvudstaden Teheran. Balesht ligger 1 725 meter över havet och antalet invånare är 274.
Terrängen runt Balesht är huvudsakligen kuperad. Balesht ligger nere i en dal.Runt Balesht är det ganska tätbefolkat, med 60 invånare per kvadratkilometer. Närmaste större samhälle är Armanī Jān, 17,2 km sydost om Balesht. Trakten runt Balesht består i huvudsak av gräsmarker.